# Distretto di Antananarivo Avaradrano
Il distretto di Antananarivo Avaradrano è un distretto del Madagascar situato nella regione di Analamanga.
La popolazione del distretto è di 343 516 abitanti (censimento 2011).